# Valentibulla californica
Valentibulla californica är en tvåvingeart som först beskrevs av Daniel William Coquillett 1894.  Valentibulla californica ingår i släktet Valentibulla och familjen borrflugor. Inga underarter finns listade i Catalogue of Life.